# Tautoga onitis
Il tautog(Tautoga onitis) (Linnaeus, 1758), l'unica specie facente parte del genere Tautoga, è un pesce di acqua salata appartenente alla famiglia Labridae.

## Distribuzione e habitat
Proviene dall'ovest dell'oceano Atlantico, lungo le coste di Stati Uniti, Canada e Nuova Scozia. Si trova soprattutto nel Golfo di San Lorenzo. Vive sia su fondi scogliosi, dove stanno soprattutto gli esemplari adulti, che nelle acque salmastre degli estuari, dove, invece, si trovano più frequentemente gli esemplari giovani.

## Descrizione
Presenta un corpo robusto, compresso lateralmente e con il profilo della testa abbastanza arrotondato. Gli occhi sono piccoli. Può raggiungere i 94 cm e circa 11 kg di peso. È un pesce longevo, che vive fino a 34 anni. Ha una colorazione assai poco appariscente, marrone chiara con aree irregolari più scure. Le pinne sono dello stesso colore del corpo, la pinna caudale non è biforcuta, mentre la pinna dorsale e la pinna anale non sono particolarmente basse. Le pinne pettorali sono ampie. Cresce molto lentamente.

## Biologia

### Comportamento
I maschi possono diventare territoriali da adulti, e vivono soprattutto in luoghi ricchi di rocce tra le quali nascondersi e dormire di notte; i giovani preferiscono i luoghi con molta vegetazione acquatica. Nei mesi freddi questa specie migra verso acque più profonde di quelle che sono il suo habitat estivo.

### Alimentazione
Ha una dieta carnivora, composta da varie specie di invertebrati acquatici tra cui i principali sono crostacei e molluschi sia bivalvi (soprattutto Mytilidae) che gasteropodi.

### Riproduzione
È oviparo e la fecondazione è esterna. Non è noto se sia ermafrodita. Le femmine raggiungono la maturità sessuale a circa 3-4 anni di età. Le uova vengono deposte sia a coppie che in gruppi con un maschio dominante tra giugno e luglio in Canada, e tra aprile e luglio sulle coste della Virginia, sempre dopo un lungo corteggiamento. Le uova sono sferiche e pelagiche.

## Conservazione
Questa specie viene spesso pescata per essere mangiata, infatti è considerata un alimento abbastanza pregiato ed è importante per la pesca sportiva. È stata in passato oggetto di cattura intensiva, ma ora il prelievo viene regolamentato. Viene classificata come "vulnerabile" (VU) dalla lista rossa IUCN.